# Eumelo di Fere
Eumelo di Fere, figlio di Admeto e di Alcesti, e re di Fere, fu sposato con Iftime (sorella di Penelope).
Era uno dei pretendenti di Elena al giuramento di Tindaro e prese parte con undici navi alla guerra di Troia.
Contese il premio della corsa dei carri nei giuochi funebri dati da Achille in onore di Patroclo; sarebbe stato vincitore con le cavalle nutrite dallo stesso Apollo, se ad opera di Atena, fautrice di Diomede, non gli si fosse spezzato l'asse del carro.

## Nella cultura di massa
Eumelo di Fere appare, insieme ad altri personaggi legati alle vicende della guerra di Troia, nel romanzo Il mio nome è Nessuno-il giuramento, primo della trilogia Il mio nome è Nessuno, di Valerio Massimo Manfredi.